# Otto Lilienthal

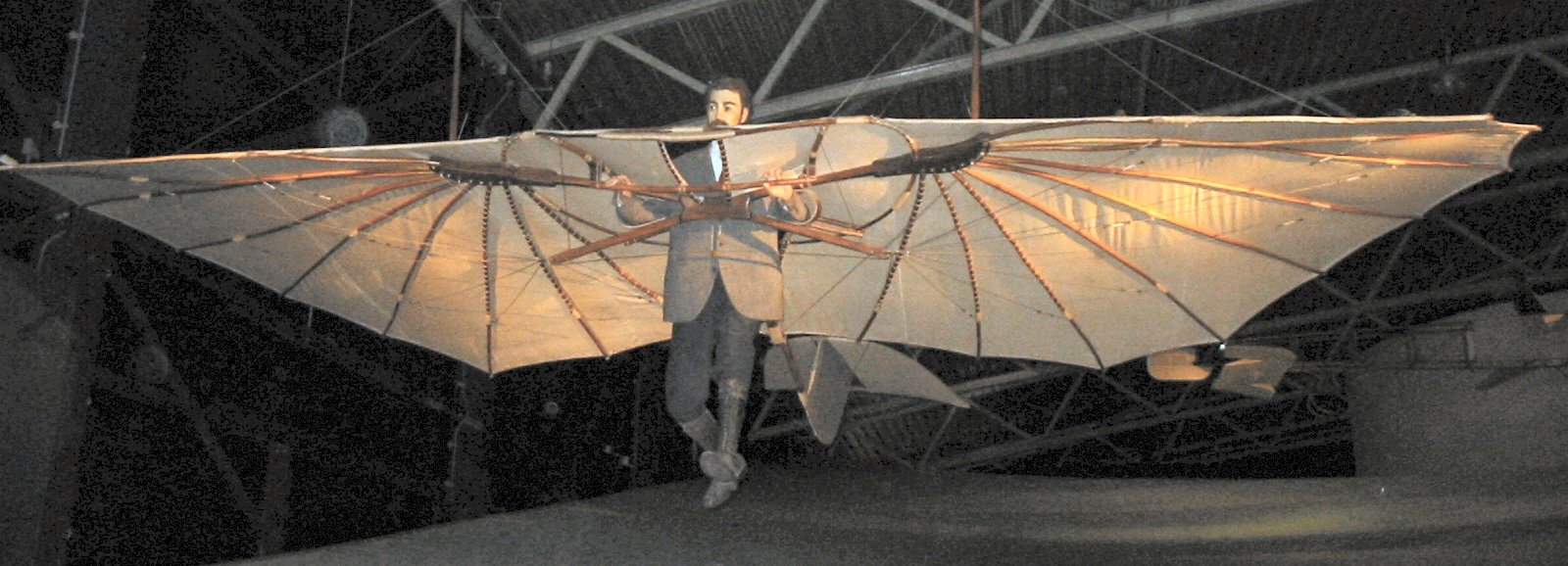
Model van Lilienthal en zijn vleugels in het Aviodrome

Otto Lilienthal (Anklam, 23 mei 1848 – Berlijn, 10 augustus 1896) was een Duitse uitvinder en ontwerper van vele zweefvliegtuigen. Hij wordt beschouwd als één der pioniers van het vliegtuig. 

## Levensloop

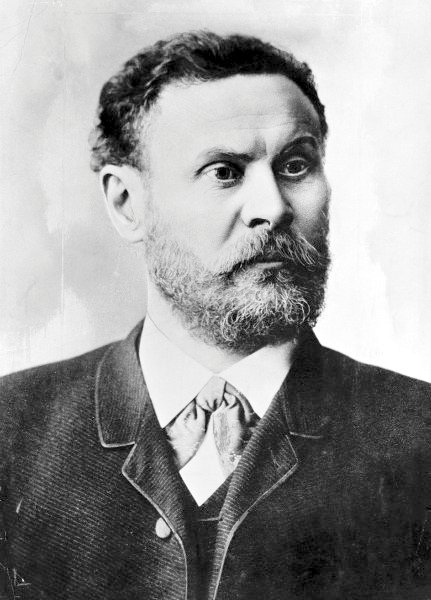
Otto Lilienthal

Na zijn opleiding aan een technische school in Potsdam begon hij in 1867 zijn experimenten samen met zijn broer Gustav. In 1873 werden de broers lid van de Aeronautical Society of Great Britain. Datzelfde jaar hield Otto een eerste lezing over de vlucht van vogels, waarover hij in 1889 een boek zou publiceren. In 1883 begon hij in Berlijn een fabriek van boilers en stoommachines. In de fabriek bouwde hij ook zijn zweefvliegtuigen. Met de rage van die dagen, heteluchtballonnen, hield hij zich niet bezig, hij vond dat ze de aandacht afleidden van de ontwikkeling van het vliegtuig.

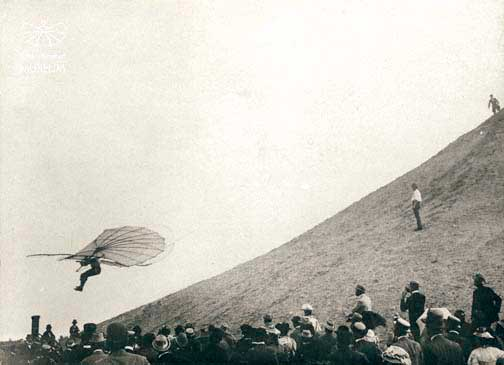
Vliegtocht van Otto Lilienthal
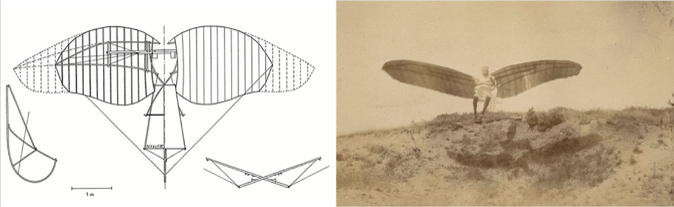
Otto Lilienthals Derwitzer Apparaat, 1891
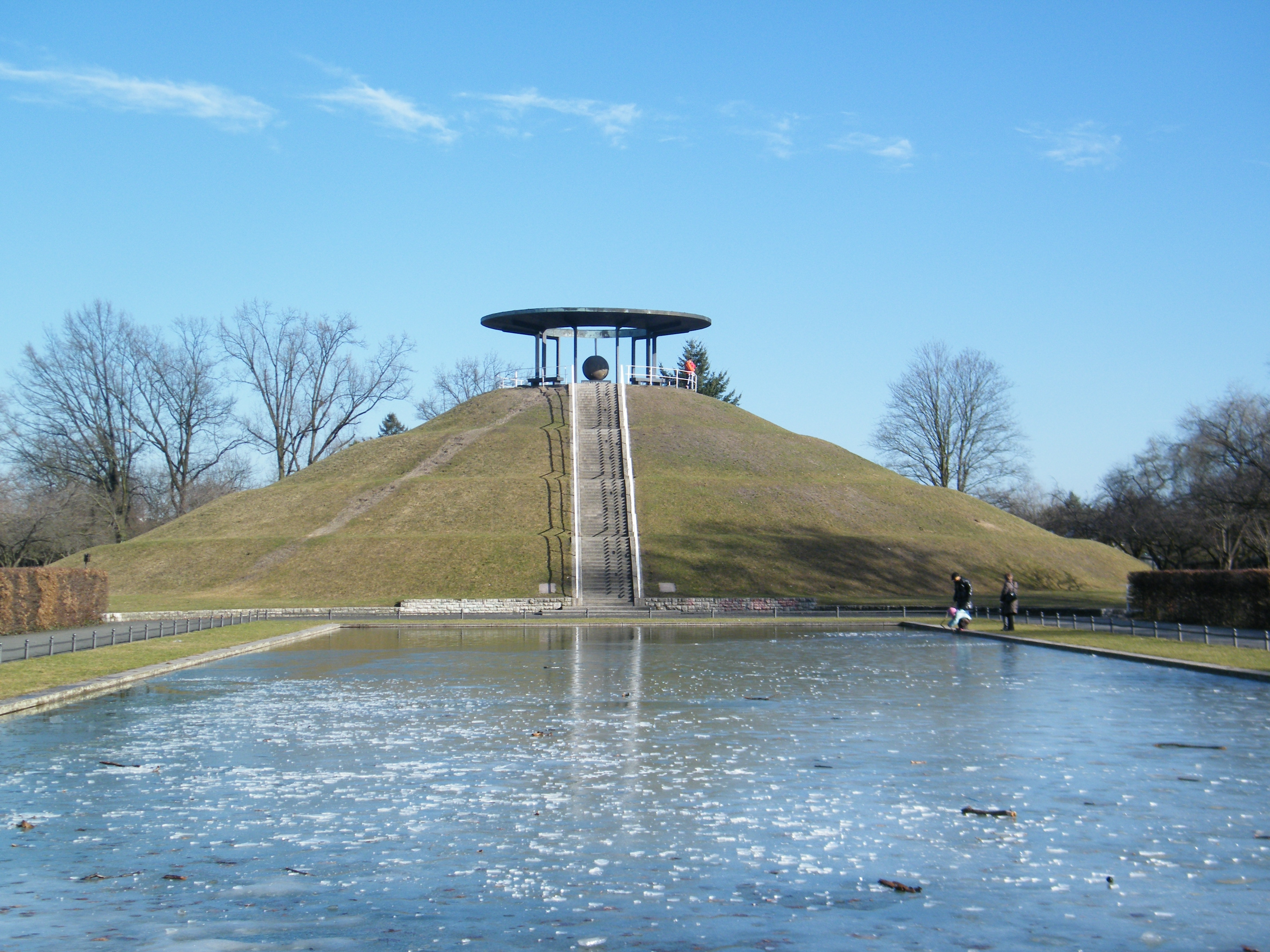
Fliegeberg (1894, Berlin-Lichterfelde) met het Lilienthal-monument
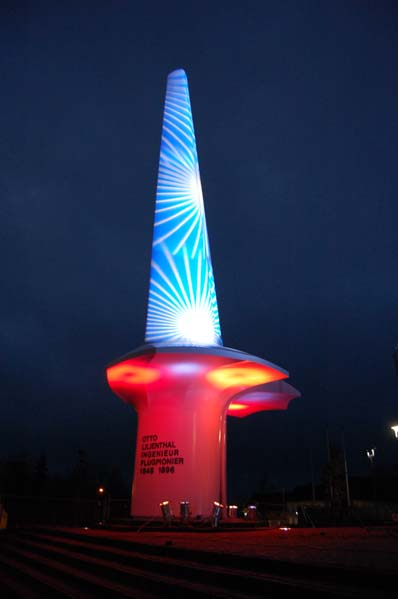
Monument voor Otto Lilienthal te Anklam (1982; maker: Walther Preik; polyester en kunsthars)

In 1891 experimenteerde Lilienthal op een heuvel bij Derwitz (tegenwoordig gemeente Werder (Havel)) met een experimenteel zweefvliegtoestel, het Derwitzer Apparaat, en maakte hij daarmee voor het eerst een zweefvlucht van meer dan 25 meter. In 1893 maakte hij al glijvluchten van 250 meter en in 1896 maakte hij zijn eerste vlucht met een dubbeldekker. In Lichterfelde (Berlijn), zijn toenmalige woonplaats, liet hij een 15 meter hoge kunstmatige heuvel aanleggen waar hij een hangar bouwde. Van hieruit maakte hij ontelbare proef- en testvluchten, waardoor deze heuvel in Berlijn al snel een bezienswaardigheid werd. Heden ten dage is deze omgeving het Otto Lilienthal-park geworden en staat op de top van die heuvel het herdenkingsmonument voor Lilienthal (zie afbeelding).
Nadat hij 2000 zweefvluchten had gemaakt raakte hij in 1896 zwaargewond bij een mislukte zweefvlucht en stierf de volgende dag. Lilienthal zou op zijn sterfbed de memorabele woorden: "Opfer müssen gebracht werden!" ("Offers moeten worden gebracht!") hebben gesproken. Het blijkt echter dat hij deze woorden eerder in zijn leven gebruikte om iets anders aan te duiden. 
De gebroeders Orville en Wilbur Wright maakten dankbaar gebruik van zijn kennis van het vliegen en maakten ook verscheidene vluchten in zijn zweefvliegtuigen. De broers bouwden zelf ook zweefvliegtuigen en toen deze voldeden, besloten zij in een iets groter type een motor te plaatsen. Met dit toestel, de Flyer schreven zij geschiedenis door op 17 december 1903 de eerste geslaagde motorvlucht uit te voeren.

## Theorieën
Naar aanleiding van diverse schetsen en studies over de vogelvlucht schreef hij het boek Der Vogelflug als Grundlage der Fliegerkunst (De vogelvlucht als grondslag voor de vliegkunst). 
Hoewel dit boek als zijn meest gevestigde werk wordt gezien schreef Lilienthal voor, tijdens en na (van 1876 tot 1896) zijn beroemde experimenten tal van essays en lezingen en publiceerde deze voornamelijk in tijdschriften. Een greep uit zijn publicaties:
- Theorie des Vogelflugs (1873), Lilienthals vroegste gedocumenteerde lezing met inzichten over tot dan toe door mensen ondernomen pogingen om de vogelvlucht na te bootsen.
- Der Flug der Vögel und des Menschen durch die Sonnenwärme (1890), Over thermiek en circulerende luchtstromen.
- Über meine diesjährigen Flugversuche (1891)

## Trivia
- Samen met zijn broer Gustav ontwierp hij rond 1880 de beroemde Anker-bouwdozen.

In het (Engelstalige) National Geographic van februari 1972 werd een artikel gewijd aan de 123ste verjaardag van Otto Lilienthal (The eternal dream of earthbound man).